# Deprisa, deprisa
Deprisa, deprisa is een Spaanse dramafilm uit 1981 onder regie van Carlos Saura. Hij won met deze film de Gouden Beer op het filmfestival van Berlijn.

## Verhaal
Pablo, Meca en Sebas zijn drie baldadige tieners uit Madrid. Op een dag ontmoeten ze Ángela, een serveerster die met een pistool weet om te gaan. Ze gaan overvallen plegen, waarbij al gauw doden vallen.

## Rolverdeling
| Acteur                   | Personage             |
| ------------------------ | --------------------- |
| Berta Socuéllamos Zarco  | Ángela                |
| José Antonio Valdelomar  | Pablo                 |
| Jesús Arias Aranzueque   | Meca                  |
| José María Hervás Roldán | Sebas                 |
| María del Mar Serrano    | María                 |
| Consuelo Pascual         | Grootmoeder van Pablo |
| Lucio Fernandez Felipe   | Julio                 |